# Oxicefalia
La oxicefalia es un término usado a veces para describir el cierre prematuro de la sutura coronal más que de cualquiera otra sutura, o puede ser utilizado para describir la fusión prematura de todas las suturas. La oxicefalia es el tipo más grave de craneosinostosis.